# Белвидир (Небраска)
Белвидир (енгл. Belvidere) град је у америчкој савезној држави Небраска.

## Демографија
По попису из 2010. године број становника је 48, што је 50 (-51,0%) становника мање него 2000. године.
| Група             | 2000.       | 2010.      |
| Белци             | 98 (100,0%) | 45 (93,8%) |
| Афроамериканци    | 0 (0,0%)    | 0 (0,0%)   |
| Азијати           | 0 (0,0%)    | 0 (0,0%)   |
| Хиспаноамериканци | 0 (0,0%)    | 1 (2,1%)   |
| Укупно            | 98          | 48         |